# Rhodostrophia pollenaria
Rhodostrophia pollenaria là một loài bướm đêm trong họ Geometridae.